# Dunham Massey Hall

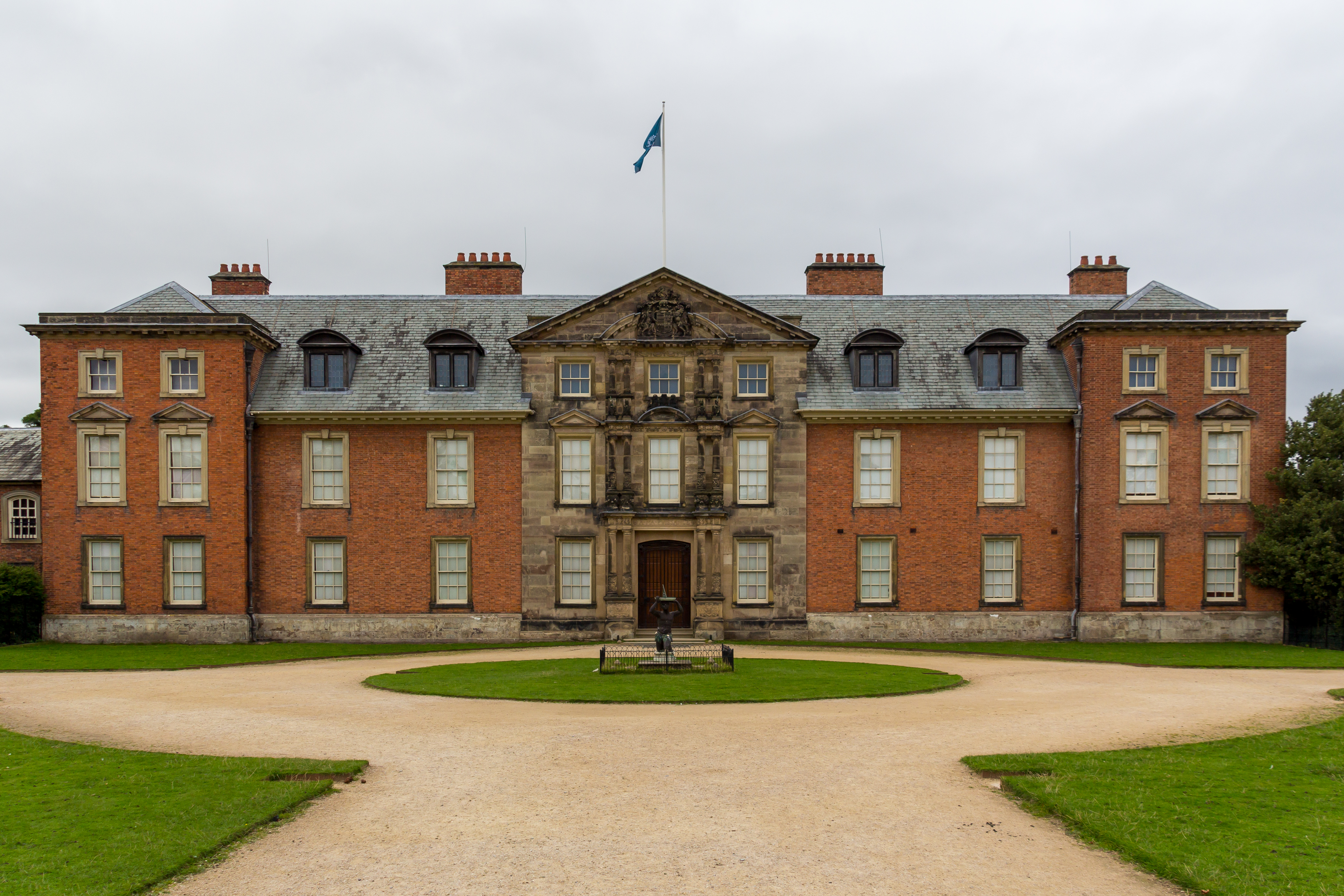
Dunham Massey Hall, Cheshire

Dunham Massey Hall, auch Dunham Massey oder Stamford Military Hospital, ist ein Landhaus im Dorf Dunham Massey, im Distrikt Trafford bei Altrincham. Es liegt in der früheren englischen Pfarrei Bowdon in der Grafschaft Cheshire und gehört heute dem National Trust. Auch ein Garten und ein Rehpark gehören zum Anwesen. 2019 wurde Dunham Massey von rund 340.000 Personen besucht. 2024 betrug die Besucherzahl etwa 544.000 Personen.

## Landhaus

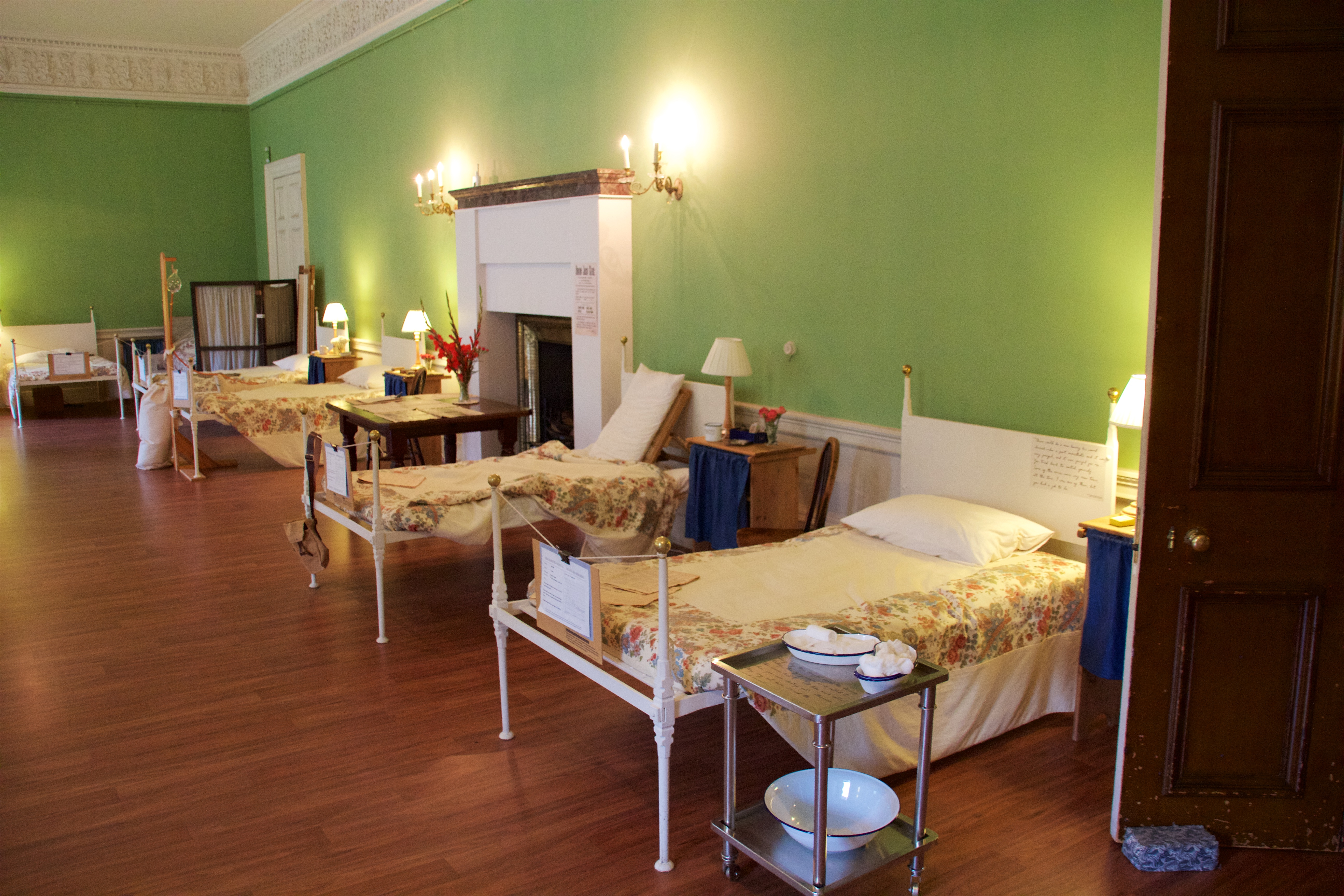
Der wiederaufgebaute Krankensaal 2015.

Das Haus mit doppeltem Innenhof ist aus Ziegeln im flämischen Verband mit Steinverkleidungen erstellt. Die Dächer sind mit grünem Schiefer gedeckt. Um 1721 wurden größere Umbauten vorgenommen. Der größte Teil des heutigen Landhauses wurde unter der Leitung von John Norris in den Jahren 1732–1740 für George Booth, 2. Earl of Warrington, erstellt.
In den Jahren 1905–1907 wurde das Landhaus vom Architekten Compton Hall modifiziert. Bis dahin hatte die Südfassade elf dreistöckige Joche. Um das Gebäude eher im Stil des 17. Jahrhunderts erscheinen zu lassen, ersetzte man das oberste Vollgeschoss des 3., 4., 8. und 9. Jochs durch ein Dachgeschoss mit Dachgauben. Außerdem wurden im 5., 6. und 7. Joch ein Mittelstück mit Säulen auf beiden Seiten des mittleren Jochs und steinernen Ziergiebeln eingefügt. 1917, im Ersten Weltkrieg, bot Penelope, Countess of Stamford das Landhaus dem Roten Kreuz als Lazarett an, und so wurde es zwischen April 1917 und Januar 1919 zum Stamford Military Hospital. Hunderte von Verletzten wurden dort behandelt. Dies umfasste Verletzungen durch Giftgas ebenso wie Schussverletzungen am Gehirn. Das Krankenhaus stand unter der Leitung von Schwester Catherine Bennett, und Lady Stamfords Tochter, Jane Grey, wurde dort als Krankenschwester ausgebildet.
Seit März 1959 hat die English Heritage das Landhaus als historisches Gebäude I. Grades gelistet. Seit 1976 gehört es dem National Trust. Von März 2014 bis 2016 wurden der Hauptkrankensaal (Bagdad genannt) des Stamford Military Hospital, der Operationssaal, die Schwesternstation und der Erholungsraum restauriert, um an den Beginn des Ersten Weltkrieges 100 Jahre vorher zu erinnern.

### Sammlungen
Im Landhaus befinden sich Sammlungen seltener Holzschnitzereien, Hugenottensilber und von Joshua Reynolds und William Beechey gemalte Porträts.

## Remise
Die Remise südlich des Küchenhofes ist ebenfalls ein historisches Gebäude I. Grades. Sie hat ein Glockentürmchen, auf dem man das Baujahr 1721 lesen kann.

## Stallungen
Ebenfalls südlich des Landhauses liegt mit den Stallungen ein weiteres historisches Gebäude I. Grades. Wie die Remise stammt es vermutlich von 1721, wurde aber an der Westseite im 18. Jahrhundert erweitert. Es dient heute als Restaurant und Andenkenladen.

## Garten

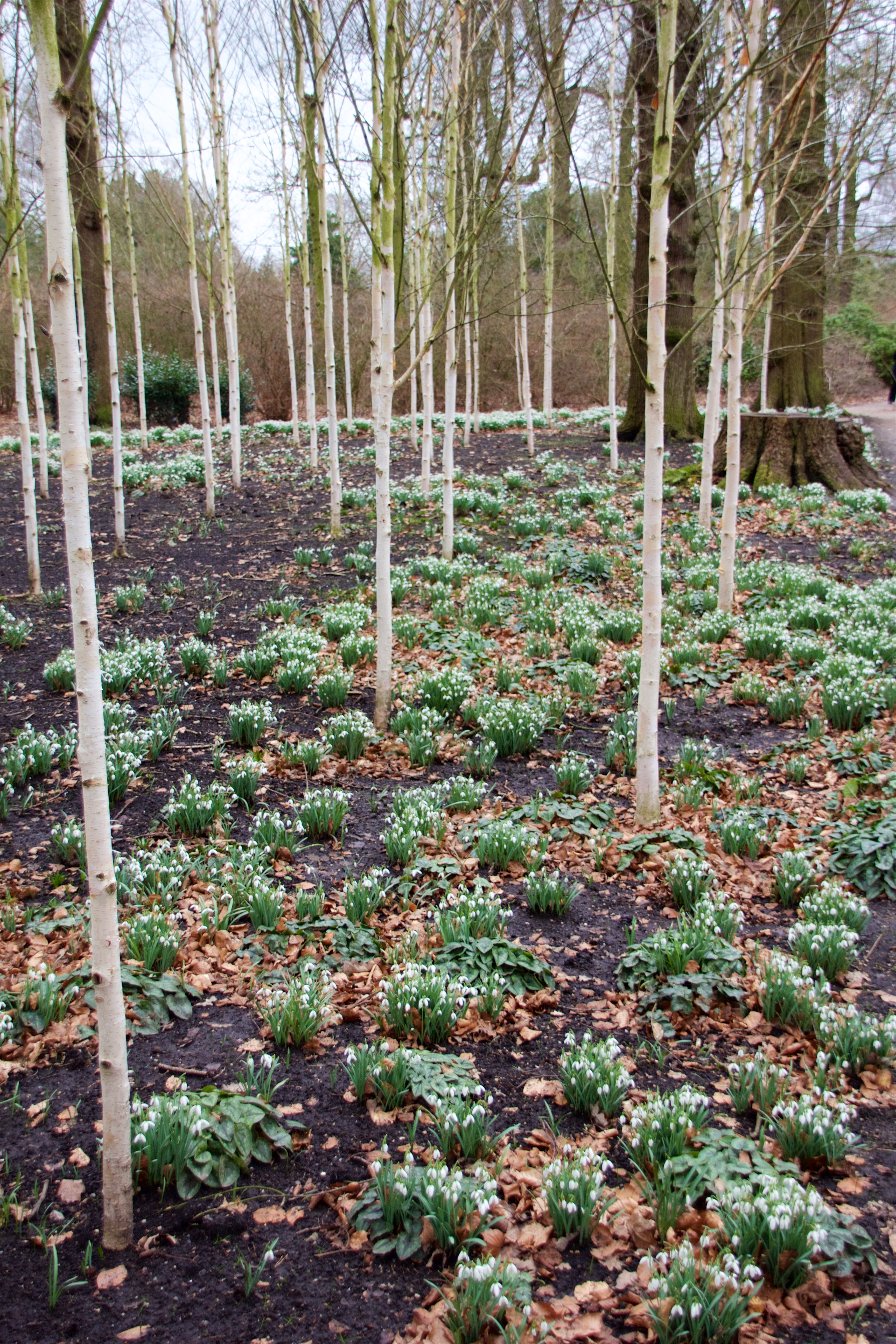
Dunham Massey Park in Cheshire mit Schneeglöckchen

Im Park und in den Gärten von Dunham Massey gibt es über 700 Pflanzenarten sowie 1600 Bäume und Büsche. Daneben liegt dort der größte Wintergarten in Großbritannien mit Schneeglöckchen, Narzissen und Hasenglöckchen.

## Rehpark
Der 120 Hektar große Rehpark in Dunham Massey stammt aus dem Mittelalter.

### Wassermühle
Das älteste Gebäude im Rehpark ist die Wassermühle.

## Galerie

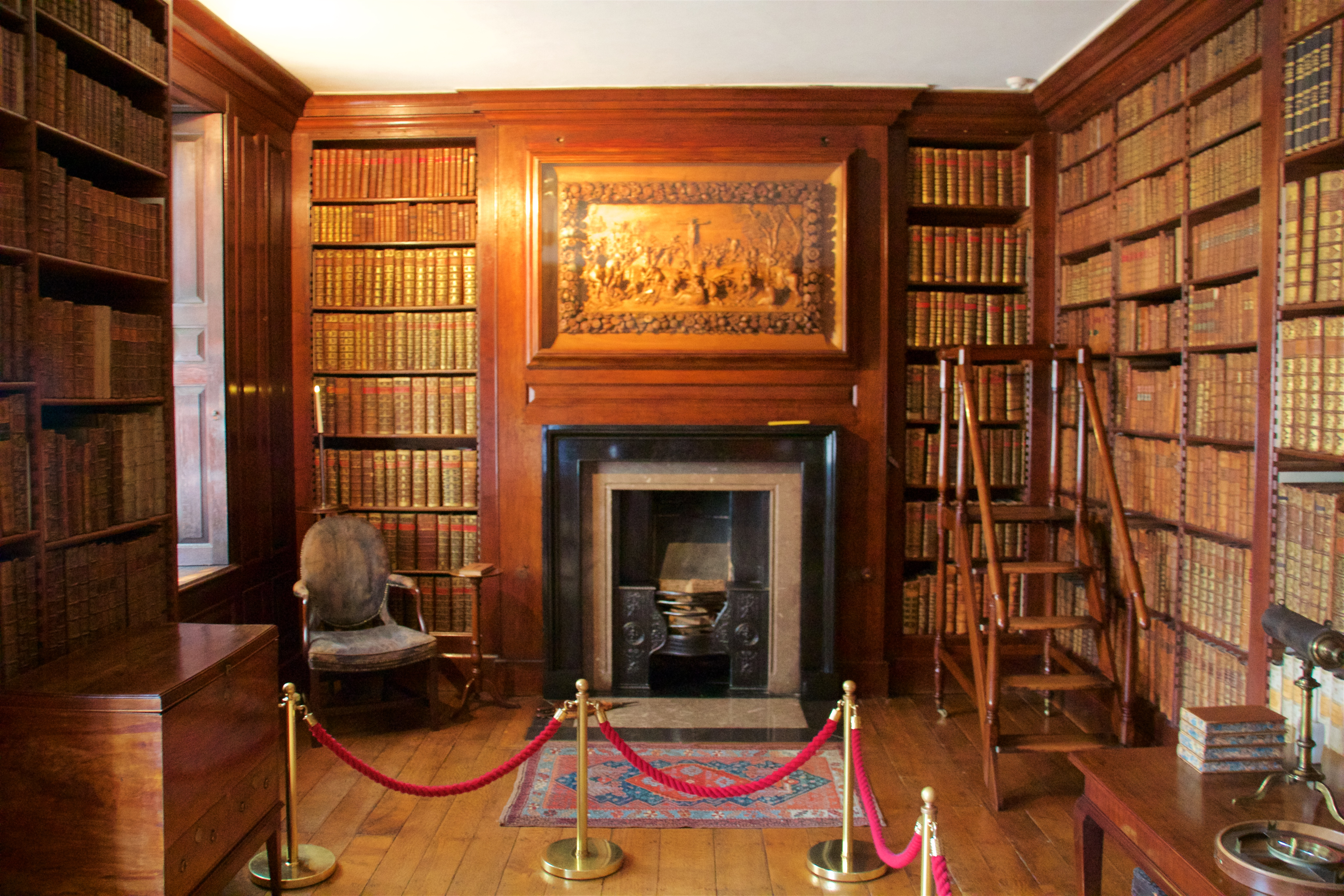
Die Bibliothek mit der Schnitzerei von Grinling Gibbons
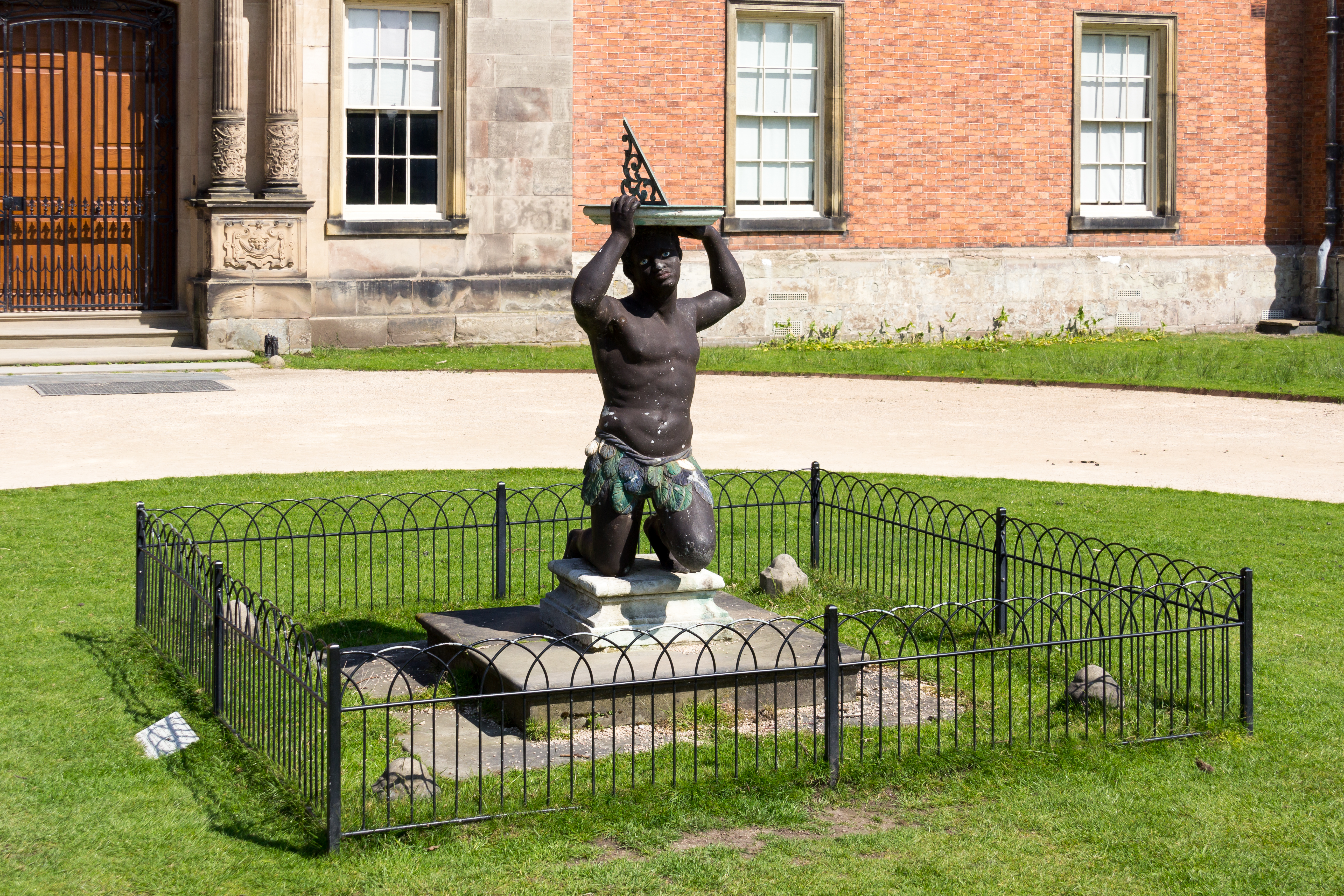
Die Statue und die Sonnenuhr, die sich früher vor dem Haus befanden
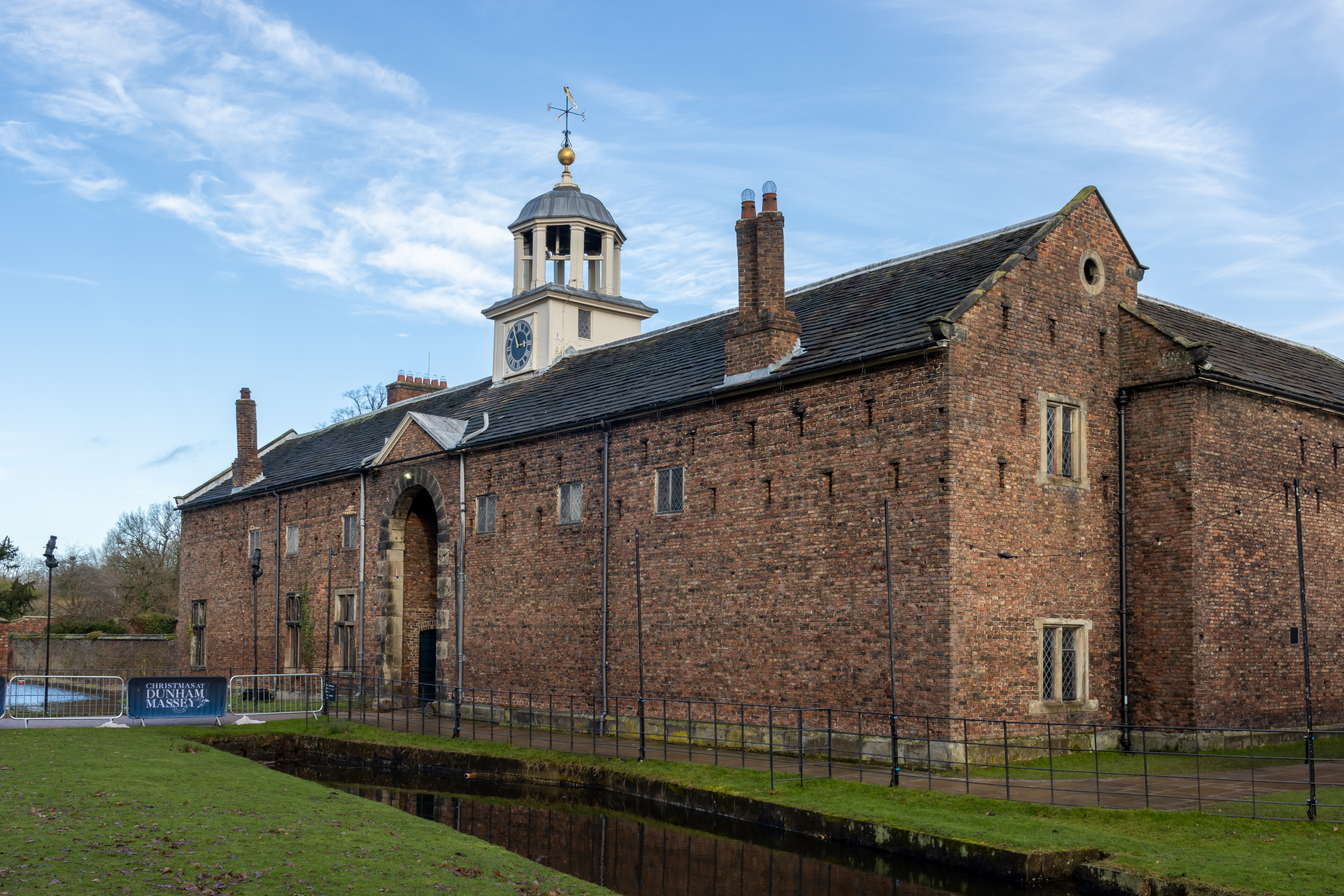
Das Kutschenhaus
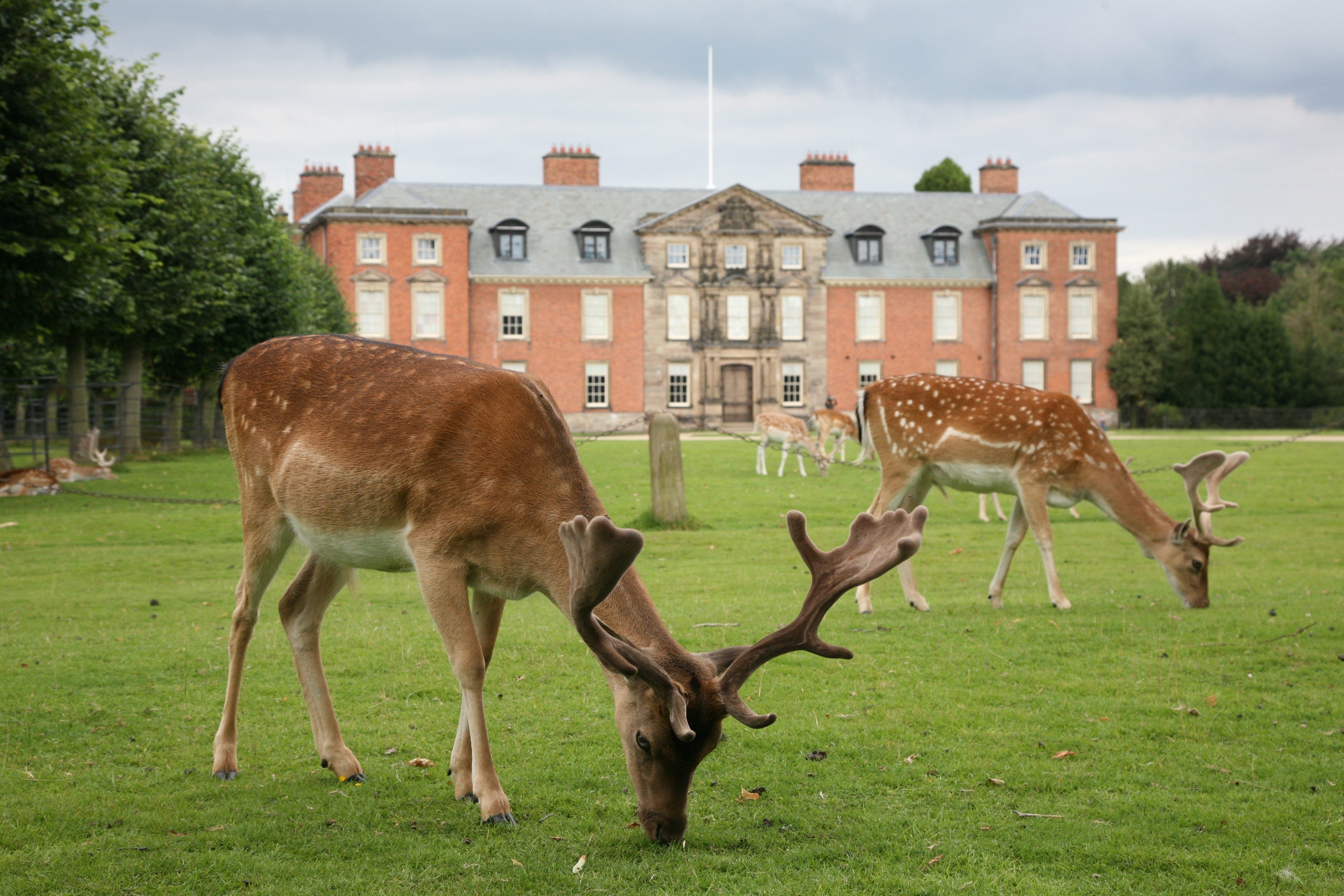
Hirsche vor dem Haus
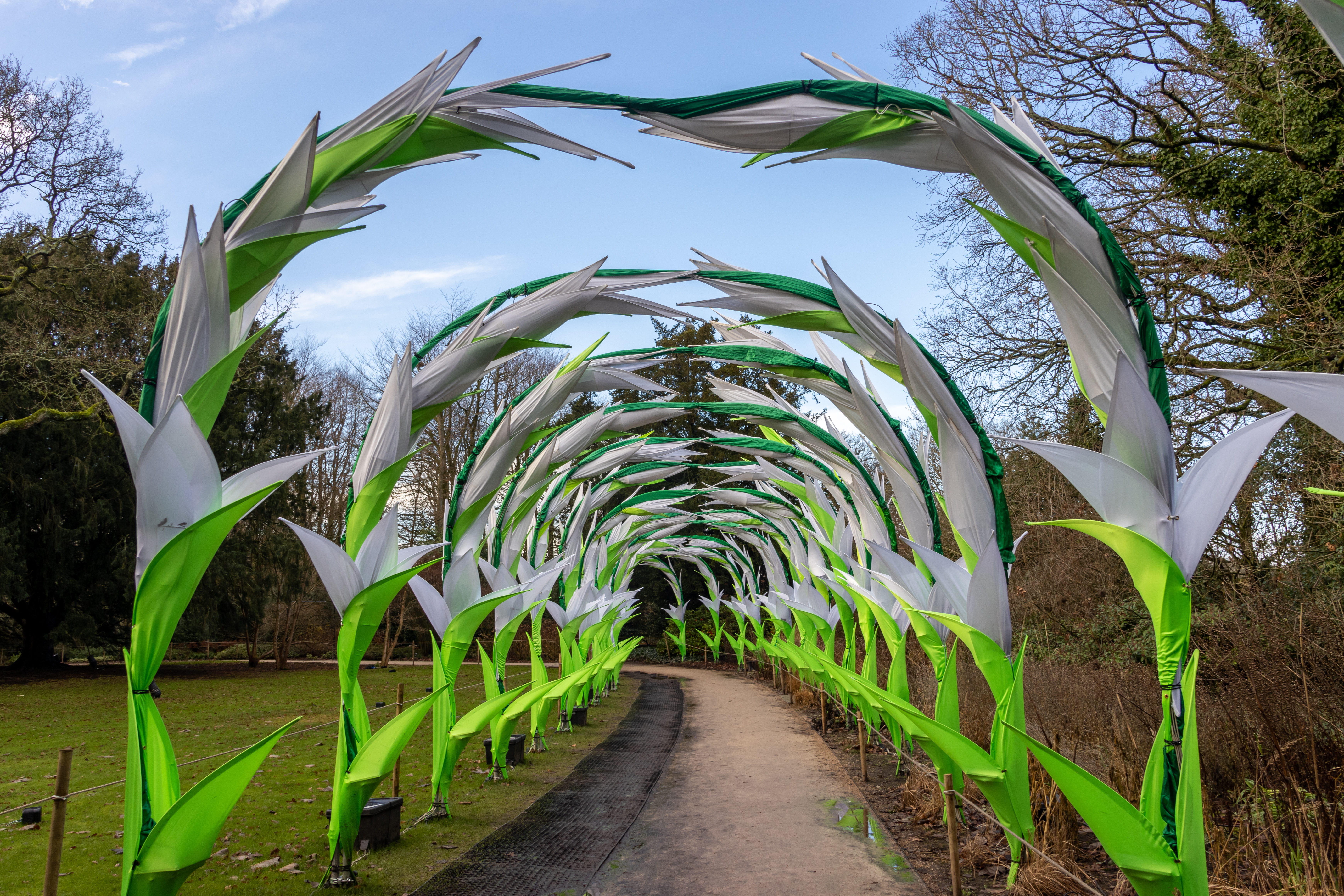
Künstliche Blumenbögen in den Gärten von Dunham Massey Hall